# Athetis griseomixta
Athetis griseomixta là một loài bướm đêm trong họ Noctuidae.